# NGC 6071
NGC 6071 é uma galáxia elíptica (E-S0) localizada na direcção da constelação de Ursa Minor. Possui uma declinação de +70° 25' 02" e uma ascensão recta de 16 horas, 02 minutos e 06,9 segundos.
A galáxia NGC 6071 foi descoberta em 6 de Maio de 1791 por William Herschel.